# Marco Flavio Apro (cónsul 176)
Marco Flavio Apro  fue un político romano del siglo II que desarrolló su cursus honorum bajo los emperadores Antonino Pío, Marco Aurelio y Cómodo. 
Nieto de Marco Flavio Apro, cónsul sufecto en el año 103, e hijo de Marco Flavio Apro, cónsul ordinario en el año 130, fue dos veces cónsul. La primera ocasión entre 155 y 160 como cónsul sufecto y la segunda en 176 como cónsul ordinario con Tito Pomponio Próculo Vitrasio Polión.